# Tomás Pérez Vejo
Tomás Pérez Vejo (Caloca, Cantabria, 1954) es un historiador español radicado en México y considerado uno de los mejores expertos en el estudio del nacionalismo, del relato de nación mexicano y español y de las relaciones entre España y México. 

## Biografía
En 2012 fue galardonado por el Estado español con la Encomienda de la Orden de Isabel La Católica , y en 2018 por el Estado mexicano con la Orden Mexicana del Águila Azteca.
Entre sus libros destacan Nación, identidad nacional y otros mitos nacionalistas (1999), España en el debate público mexicano, 1836-1867. Aportaciones para una historia de la nación (2008), Elegía criolla (2010), España imaginada: Historia de la invención de una nación (2015), Repúblicas urbanas en una Monarquía imperial (2019) y 3 de julio de 1898, el fin del Imperio español (2020).
Es hijo de la folklorista Lines Vejo, reconocida divulgadora del folklore de la comarca de Liébana.

## Ámbitos de su investigación

### El relato de nación español
Uno de los ámbitos de estudio de Pérez Vejo es la formación de los relatos de nación, y en especial el español y el mexicano. En este sentido, defiende que el Estado nación España formó un relato de nación durante el siglo XIX que se mantuvo hasta la Transición, cuando el Estado autonómico lo atomizó en relatos regionales que han favorecido los nacionalismos periféricos. Ese relato de nación español, formado en el siglo XIX, fue realizado por las élites intelectuales españoles liberales, que asumen la visión más negativa de la Monarquía Hispánica, asumiendo parte de la llamada Leyenda Negra.

### El relato de nación mexicano
En cuanto al relato de nación mexicano, para Pérez Vejo en el siglo XIX se enfrentaron -a grandes líneas- dos relatos de nación en México, el conservador que entendía a México como el descendiente étnico, cultural y político del virreinato de la Nueva España, y el liberal que vio a México como el heredero del Estado mexica y por tanto, una nación que murió con la Conquista, estuvo tres siglos encadenada y resucitó con la Independencia. Uno de los efectos del triunfo de este último fue la necesaria relación conflictiva con el Virreinato, España, lo español y los españoles; relación que es otro de los campos de estudio de Pérez Vejo.

### Sobre la Monarquía Hispánica
Para Pérez Vejo la interpretación tradicional de la Monarquía Hispánica -que prefiere denominar Monarquía Católica-, como paradigma de una monarquía absoluta con colonias es erróneo, pues "funcionaba más como una confederación de repúblicas urbanas" en las que la "vida política de los ciudadanos pasaba más por la ciudad que por la estructura de la Monarquía", dentro de esta estructura, la Ciudad de México tuvo una especial relevancia. 
Del mismo modo, y también a diferencia de la interpretación más extendida, la Monarquía no desapareció por el ansia de independencia de sus territorios, sino por el colapso producido por la invasión napoleónica, siendo por tanto las naciones hispanoamericanas no la causa, sino el resultado de la crisis de la Monarquía.